# هوارد دوايت سميث
هوارد دوايت سميث (بالإنجليزية: Howard Dwight Smith)‏ هو مهندس معماري أمريكي، ولد في 21 فبراير 1886 في دايتون في الولايات المتحدة، وتوفي في 27 أبريل 1958.

## وصلات خارجية
- هوارد دوايت سميث على موقع أوليمبيديا (الإنجليزية)